# Heteracris coerulipes
Heteracris coerulipes är en insektsart som först beskrevs av Sjöstedt 1909.  Heteracris coerulipes ingår i släktet Heteracris och familjen gräshoppor. Inga underarter finns listade i Catalogue of Life.